# Montanoa echinacea
Montanoa echinacea là một loài thực vật có hoa trong họ Cúc. Loài này được Sidney Fay Blake mô tả khoa học đầu tiên năm 1937.

## Phân bố
Loài bản địa tây nam và đông nam México, Guatemala, Honduras.